# Passenger
Passenger (справжнє ім'я Майкл Девід Розенберг, англ. Michael David Rosenberg; нар. 17 травня 1984) — британський співак, музикант і автор текстів. Із 2003 по 2009 роки був вокалістом та автором пісень однойменного гурту, а після розпаду колективу у 2009 року Майкл вирішив залишити цю назву для свого сольного проєкту. 2012 року він випустив пісню «Let Her Go», яка очолила чарти у 16 країнах, і яку у 2013 році було визнано «найкращою фолк композицією» за версією «Independent Music Awards». 2012 року ця пісня була номінована на премію «Brit Awards» як «британський сингл року». У цьому ж році музикант отримав «Нагороду Айвора Новелло».

## Ранні роки
Розенберг народився 17 травня 1984 року у Брайтоні в сім'ї квакерів; мати Джейн — англійка, а батько — єврей американського походження Джерард Розенберг, який походить із міста Вайнленд (Нью-Джерсі). Майкл навчався гри на класичній гітарі у юному віці та приблизно у 14-15 років почав писати пісні. У 16 років він залишив школу для того, щоб займатись музичною кар'єрою і наступні кілька років був вуличним музикантом у Англії та Австралії.

## Музична кар'єра

### Ранні роки
Свій перший виступ Розенберг виконав у віці 16 років. Батько Майкла, який працював на кіновиробництві, познайомив його із колишнім учасником гурту «Faithless» Джеймі Каттом у 2001 році. Це знайомство привело Розенберга до участі в концерті у Royal Court в Лондоні у 2002 році, де він виконав дві пісні. Того вечора Розенберг познайомився із своїм майбутнім партнером по написанню пісень Ендрю Філліпсом та налагодив контакт із представниками лейблу «IE Music». Розенберг та Філліпс почали разом працювати над створенням пісень у домашній студій Філліпса у містечку Хов, яке знаходиться поруч із Брайтоном. 2003 року вони заснували свій гурт, залучивши Маркуса О'Дейра (бас), Алона Коена (ударні) та Річарда Брінклова (клавішні). Вболіває за ФК «Арсенал».

### 2003—2009: Гурт «Passenger»
Новостворений гурт учасники назвали «/Passenger.» (із скісною рискою на початку та крапкою в кінці). Єдиний альбом, який представив цей гурт, вийшов 2007 року під лейблом «Chalkmark» та називався «Wicked Man's Rest». Розенберг написав практично усі пісні для цього альбому окрім «Four Horses», яку написав Філліпс. Гурт розпався у 2009 році.

### 2009—2010: Сольна кар'єра та Wide Eyes Blind Love, Divers and Submarines та Flight of the Crow
Після розпаду гурту «Passenger» Розенберг вирішив залишити собі цю назву як сценічний псевдонім та знову став вуличним музикантом. У жовтні 2009 року він поїхав до Австралії, де виступав на розігрів у Lior, Sydneysiders Elana Stone та Brian Campeau. Також він виступав на One Movement — відомому фестивалі у місті Перт. Такі виступи надали йому певної популярності, а на його концерти по всій Австралії повністю продавались невеликі зали приблизно на 500 людей. Свій дебютний студійний альбом «Wide Eyes Blind Love» музикант представив у 2009 році. Продюсером альбому та людиною, відповідальною за міксування, став колишній учасник гурту «Passenger» Ендрю Філліпс, який також співав на бек-вокалі, грав на гітарі та інших інструментах; також у альбомі можна почути вокал Ізобель Андерсон. В цей час Розенберг також давав концерти у Великій Британії.
Другий студійний альбом «Divers and Submarines» музикант представив у 2010 році дуже обмеженим накладом лише для фанів. У цьому ж році було представлено третій студійний альбом «Flight of the Crow», до запису якого долучились різноманітні австралійські музиканти, зокрема Lior, Kate Miller-Heidke, Boy & Bear, Josh Pyke та Katie Noonan.

### 2011—2013: All The Little Lights

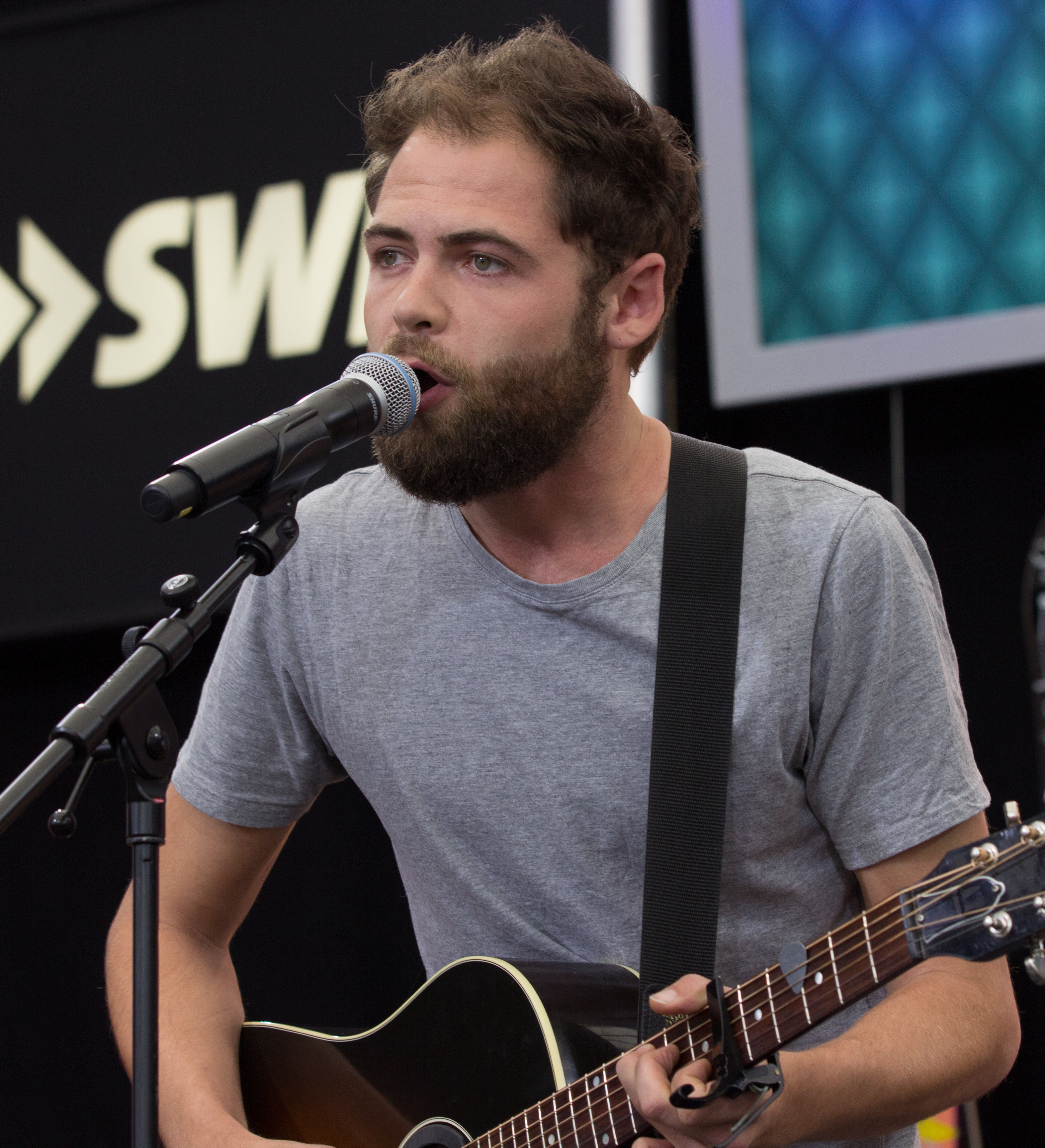
Passenger in вересні 2013

Четвертий студійний альбом «All the Little Lights» музикант представив влітку 2012 року у Північній Америці під лейблом Nettwerk Records. Платівку було записано у Сіднеї на студії Linear Recording разом із ударником Томом Гартом із Boy & Bear, джазовим басистом Кемероном Анді та Стю Гантером із Katie Noonan and The Captains на клавішних. Протягом літа та осені 2012 року Розенберг виступав у Великій Британії перед виступами Джулса Голланда та Еда Ширана (з останнім Розенберг був знайомий відтоді, коли Ширану було 15 років і проживав він у Кембриджі). Виступали вони також разом під час турне Ширана у 2012 році у Північній Америці та в Парижі, а на початку 2013 року — в Австралії та Новій Зеландії.

### 2014—2015: Whispers та Whispers II
24 березня 2014 року Розенберг представив «Whispers» — заголовну пісню нового альбому. Відбулось це під час концерту у Альберт-голі у Лондоні, де він виступав разом із Едом Шираном. 26 березня 2014 року відбувся анонс п'ятого студійного альбому «Whispers», а власне випуск — 9 червня цього ж року. Лід-сингл цієї платівки було представлено 14 квітня 2014 року. Запис наступного альбому «Whispers II» відбувався одночасно із записом попереднього, а представлений він був 20 квітня 2015 року. Всі прибутки від продажу цієї платівки йдуть благодійній організації UNICEF на підтримку дітей у Ліберії.

### 2016—2017: Young as the Morning, Old as the Sea та The Boy Who Cried Wolf
16 червня 2016 року музичне відео «Somebody's Love» було представлено на YouTube каналі музиканта і стало анонсом його сьомого студійного альбому «Young as the Morning, Old as the Sea». Другий сингл «Anywhere» вийшов 19 серпня 2016 року. Презентація самого ж альбому відбулась 23 вересня 2016 року, і ця робота стала першою для Passenger, яка очолила британський чарт.
Наприкінці свого туру на підтримку альбому «Young as the Morning, Old as the Sea» Розенберг оголосив, що майбутній концерт 23 липня 2017 року буде «останнім концертом на найближчий час». Наступного дня він оголосив, що наступний альбом «The Boy Who Cried Wolf» буде представлено через 2 дні, 28 липня 2017 року. Анонс альбому відбувся одночасно із трансляцією виконання пісень альбому наживо із студії на офіційних сторінках музиканта у соціальних мережах. Платівка досягла 5 позиції у британському чарті.

### 2018: Runaway
18 травня 2018 року Passenger представив нову пісню «Hell or High Water», музичне відео до якої було знято у різних національних парках у штатах Юта, Невада, Аризона та Каліфорнія. Через декілька днів музикант оголосив про свій осінній європейський тур, а також представив обкладинку нового альбому «Runaway».
25 травня 2018 року він анонсував появу дев'ятого студійного альбому «Runaway» та випустив акустичну версію пісні «Hell or High Water», записану наживо. Власне презентація альбому відбулась 31 серпня 2018 року.

### 2019—2020: Sometimes It's Something, Sometimes It's Nothing at All, Patchwork та світовий тур
18 березня 2019 року Passenger представив пісню «Restless Wind», а ще через місяць — пісні «Helplessly Lost» і «Paper Cut, Chinese Burn», а також кавер на пісню «Landslide» гурту «Fleetwood Mac». 2 травня 2019 року музикант анонсував та одразу ж представив свій десятий студійний альбом «Sometimes It's Something, Sometimes It's Nothing at All». На відміну від попереднього альбому, ця платівка повністю аранжована для вокалу, акустичної гітари та струнного квартету. Усі доходи від продажу альбому було спрямовано на благодійність.
У кінці січня 2020 року «Passenger» оголосив про світовий тур із концертами у Великій Британії, Австралії, Північній Америці та Новій Зеландії. 20 березня 2020 року було представлено новий сингл «The Way That I Love You», а також музичне відео до цієї пісні. 1 травня 2020 року музикант випустив сингл «London In The Spring», а вже 10 липня 2020 року — свій одинадцятий альбом «Patchwork», який було написано та записано під час локдауну. Доходи від продажу платівки також було спрямовано на благодійність.

### 2020—2021: Songs for the Drunk and Broken Hearted
8 січня 2021 року Passenger представив альбом «Songs for the Drunk and Broken Hearted». Випуск платівки було заплановано на початок 2020 року, проте згодом було відкладено у зв'язку із пандемією. Цією роботою музикант вирішив підтримати екологічні проєкти, спрямовані на відновлення лісів внаслідок знеліснення. Одне дерево буде посаджено після кожної покупки фізичної копії альбому, проданої через офіційний магазин Passenger.

## Нагороди та номінації
| Рік  | Нагорода                 | Категорія                        | Номінант / робота | Результат |        |
| ---- | ------------------------ | -------------------------------- | ----------------- | --------- | ------ |
| 2013 | Independent Music Awards | Best Folk/Singer-Songwriter Song | «Let Her Go»      | Перемога  | [ 23 ] |
| 2014 | Brit Awards              | British Single of the Year       | «Let Her Go»      | Номінація | [ 24 ] |
| 2014 | Нагорода Айвор Новелло   | Most Performed Work              | «Let Her Go»      | Перемога  | [ 25 ] |
| 2014 | iHeartRadio Music Awards | Best New Artist                  | Himself           | Номінація | [ 26 ] |
| 2019 | Pop Awards               | Album Of The Year Award          | Runaway           | Номінація | [ 27 ] |

## Тури
- All the Little Lights Tour (2012–13)
- Whispers Tour (2014)
- Whispers II North American Tour (2015)
- Whispers ll Australia Tour (2015–16)
- Young as the Morning Old as the Sea Tour (2016–17)
- Runaway Tour (2018–19)
- World Tour (2020–21)

## Дискографія
Студійні альбоми
- Wide Eyes Blind Love (2009)
- Divers & Submarines (2010)
- Flight of the Crow (2010)
- All the Little Lights (2012)
- Whispers (2014)
- Whispers II (2015)
- Young as the Morning, Old as the Sea|Young as the Morning Old as the Sea (2016)
- The Boy Who Cried Wolf (2017)
- Runaway (2018)
- Sometimes It's Something, Sometimes It's Nothing at All (2019)
- Patchwork (2020)
- Songs for the Drunk and Broken Hearted (2021)
- Birds That Flew and Ships That Sailed (2022)
- Passenger (Live from San Francisco) (2023)